# ¡Tú estás loco, Briones!
¡Tú estás loco, Briones! es una película española de comedia estrenada el 6 de marzo de 1981, dirigida por Javier Maqua y protagonizada en los papeles principales por Esperanza Roy y Quique Camoiras.
Está basada en la obra teatral homónima del dramaturgo leonés Fermín Cabal publicada en 1978.
La B.S.O. es del grupo madrileño La Romántica Banda Local que compuso un EP de cuatro temas para la película denominado "Historias de Papá y Mamá".
Por su papel de Sor Angustias, la actriz Esperanza Roy fue galardonada en 1982 con la Medalla del CEC a la mejor actriz de reparto.

## Sinopsis
Faustino Briones es un fanático falangista que, descontento con los cambios que se están produciendo en España, es internado en un manicomio al ser descubierto haciendo pintadas en su oficina. Se va desengañando de su actitud ante la vida, ya que observa que todo lo que rodea al psiquiátrico es exactamente igual a lo conocido fuera de sus muros, pero gracias a esto descubrirá el amor en Sor Angustias, una monja que le atiende.

## Reparto
- Esperanza Roy como Sor Angustias.
- Quique Camoiras como Briones.
- Pablo Sanz como Doctor Borrego.
- Santiago Ramos como Doctor Campos.
- Lola Gaos como Sor Piedad.
- Manuel Alexandre como El Fugas.
- Ricardo Palacios como Rodolfo.
- Walter Vidarte como Antonio.
- Abel Vitón como Ceferino.
- Florinda Chico como Pilar.
- Luis Ciges como El Frac.
- Martín Adjemián
- Felipe Gallegos
- Fernando Sala
- Arturo Gonzalez Pulido
- Miguel Elguezabal
- Luis Peña
- Esperanza Figueroa
- Ángel Terrón
- Francisco Llinás
- Antonio Malonda
- Miguel Zúñiga
- Laura Palacios
- Gloria Berrocal

## Premios
37.ª edición de las Medallas del Círculo de Escritores Cinematográficos
| Categoría               | Premiado      | Resultado |
| ----------------------- | ------------- | --------- |
| Mejor actriz de reparto | Esperanza Roy | Ganadora  |